# 助役邸 (阿尔斯特)

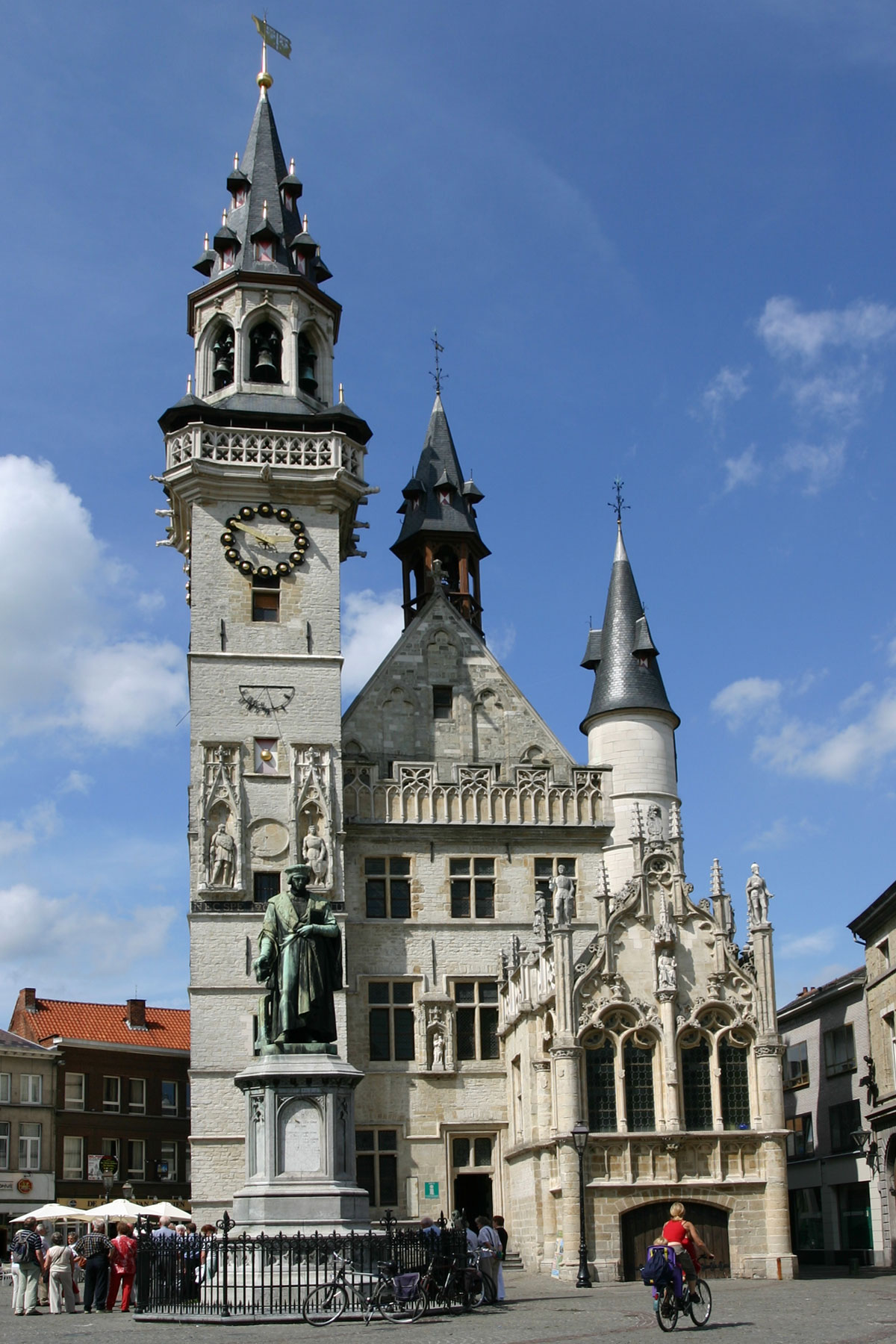
阿尔斯特助役邸

助役邸（Schepenhuis；Aldermen's House）是比利时阿尔斯特的前市政厅，也是低地国家最古老的一个。其历史可追溯到1225年，它曾因火灾部分重建了两次（1380年战争引起；1879年烟花事故）。
在大楼一个角落的钟楼完成于1460年，在次年安装了梅赫伦工匠制作的钟琴。目前的钟琴已经是第六套，有52个钟。刻在塔上的是拉丁文“没有希望，没有恐惧”（nec spe, nec metu）。这是西班牙的费利佩二世的格言，其领地在1555年扩展到低地国家。
在16世纪增加面向集市广场的一翼，为晚期哥特式风格，装饰了五个真人大小的雕像。地窖最初担任刑讯室。
助役邸及其钟楼是世界遗产比利时和法国的钟楼中的一座。